# Liste de créatures légendaires

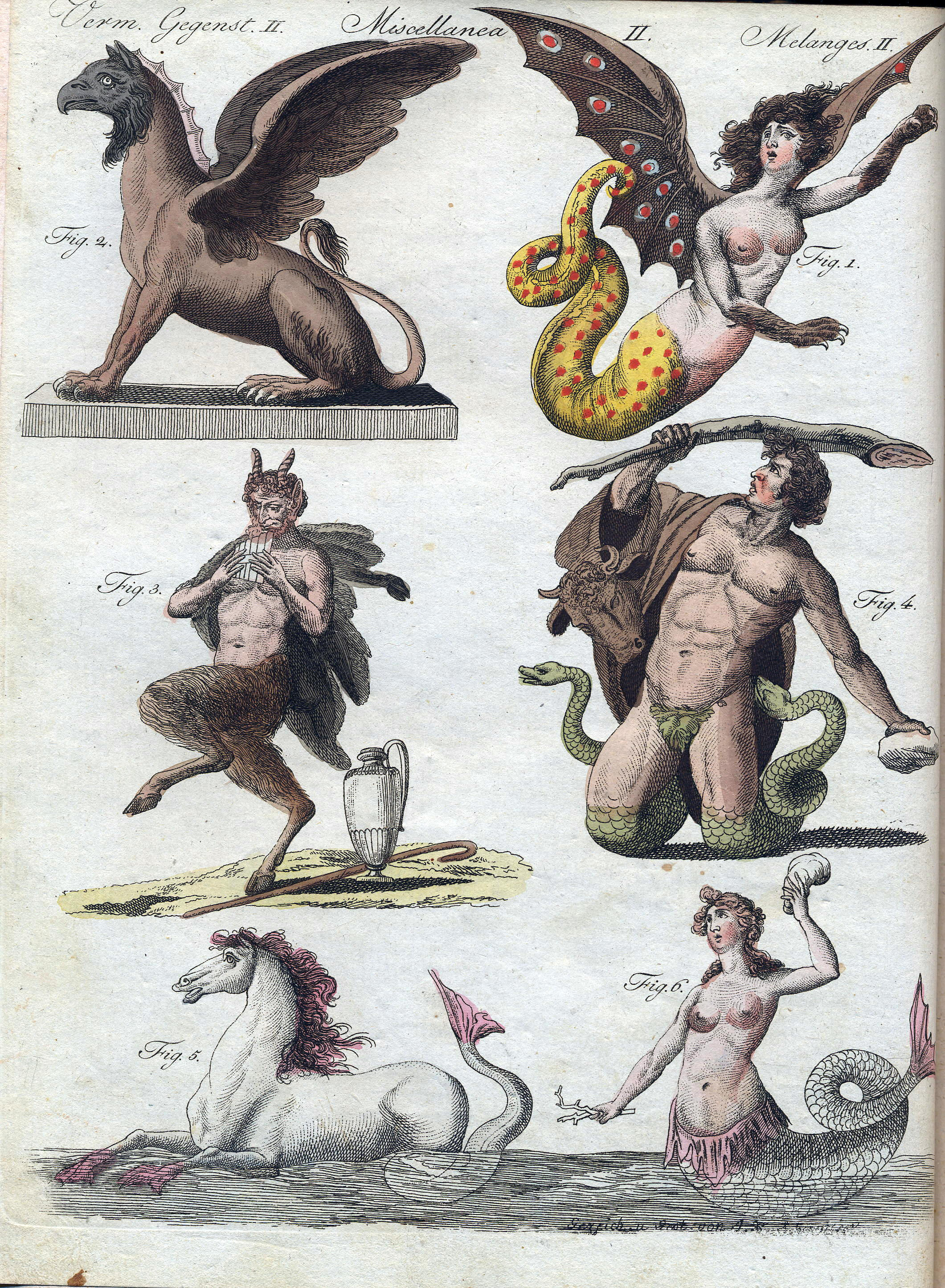
Des créatures issues des mythes. Illustration de Friedrich Justin Bertuch publiée dans le Kinderbuch Fabelwesen 2 (1806).
De haut en bas : un griffon, une harpie, un satyre, un titan, un hippocampe et une sirène.

Cette liste regroupe les créatures légendaires (ayant un article dédié), c'est-à-dire des créatures dont l’existence, non prouvée de manière scientifique, repose sur des croyances passées ou actuelles. Elle ne reprend pas les divinités ayant fait l'objet de cultes.
Les créatures fictives modernes de la fantasy et de la fiction ne sont pas incluses.

## A
- Haut – A
- B
- C
- D
- E
- F
- G
- H
- I
- J
- K
- L
- M
- N
- O
- P
- Q
- R
- S
- T
- U
- V
- W
- X
- Y
- Z

- Abaasy, mythologie sakha
- Ababil, mythologie islamique
- Abchanchu, folklore bolivien
- Abrahel, succube du Limbourg
- Acheri, folklore indien
- Achlis, mythologie romaine
- Adaro, mythologie mélanésienne
- Addanc, castor maléfique de la mythologie celtique
- Adlet, mythologie inuite
- Aello, mythologie grecque
- Aërico, lutin d’Albanie
- Aglaonoë, sirène de la mythologie grecque
- Aglaopé, sirène de la mythologie grecque
- Agloolik, mythologie inuite
- Agogwe, mythologie africaine
- Ahkiyyini, squelette-fantôme du folklore inuit
- Aïsha Kandisha, folklore marocain et ouest-algérien
- Aigle du Caucase, mythologie grecque
- Airavata, mythologie hindoue
- Aitvaras, mythologie lituanienne
- Ajatar, folklore finlandais
- Akaname, mythologie japonaise
- Akurojin-no-hi, folklore japonais
- Al, mythologie perse
- Alan, folklore tinguian
- Alastyn, folklore de l’île de Man
- Alérion, folklore anglais
- Alfe lumineux, mythologie nordique
- Alfe noir, mythologie nordique
- Alfe sombre, mythologie nordique
- Alicante, mythologie aztèque
- Alicanto, mythologie chilienne
- Alkonost, mythologie slave
- Almasty ou kaptar, folklore russe
- Alphyn, créature héraldique
- Alsviðr, mythologie nordique
- Amarok, mythologie inuit
- Amaru, mythologie inca
- Âme en peine, légendes anglo-saxonnes
- Amemasu, folklore aïnou
- Amikiri, mythologie japonaise

- Amphiptère, folklores européens
- Amphisbène, mythologie grecque et romaine
- Ananta (Shesha), mythologie indienne
- Anchanchu, démon aymara
- Anchimayen, mythologie mapuche
- Andvari, mythologie nordique
- Ange, religions
- Anguipède, mythologie celtique
- Ankou, folklore breton
- Ao, mythologie chinoise
- Aralez, mythologie arménienne
- Arimaspes, peuple légendaire mythologie grecque
- Arkan Sonney, folklore de l’île de Man
- Arquetu, mythologie cantabre
- Arragousset, folklore anglo-normand
- Árvakr, mythologie nordique
- Askafroa, mythologie scandinave
- Aspic, serpent cité dans Le Bestiaire divin
- Asura, mythologie indienne
- Audhumla, mythologie nordique
- Azcatl, mythologie aztèque
- Aziza, folklore africain
- Azukitogi ou Azukiarai, mythologie japonaise

## B
- Haut – A
- B
- C
- D
- E
- F
- G
- H
- I
- J
- K
- L
- M
- N
- O
- P
- Q
- R
- S
- T
- U
- V
- W
- X
- Y
- Z

- Baba Yaga, folklore russe

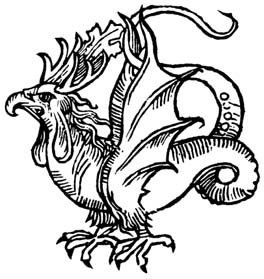
Un basilic.

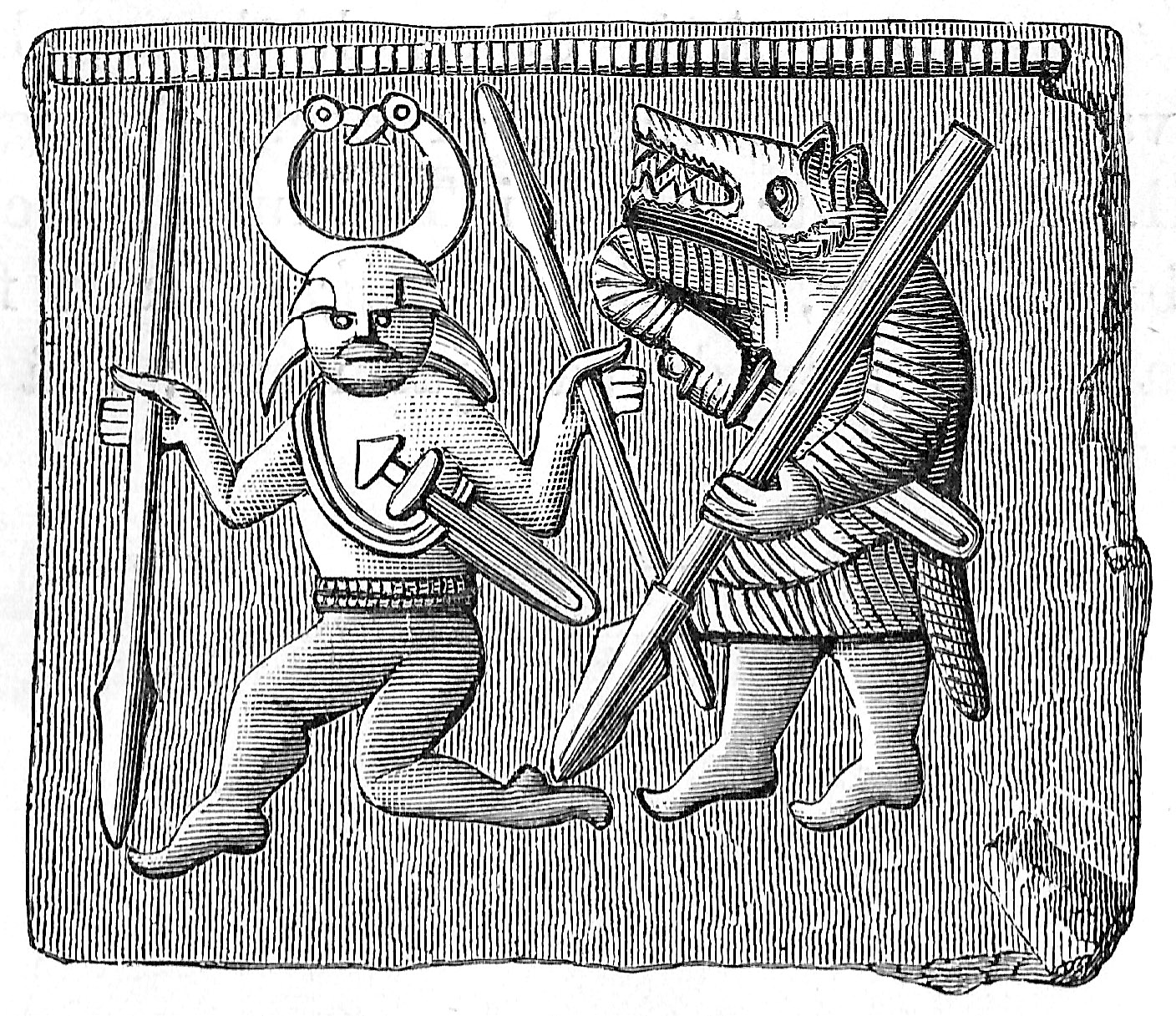
Un guerrier berserk (à droite).

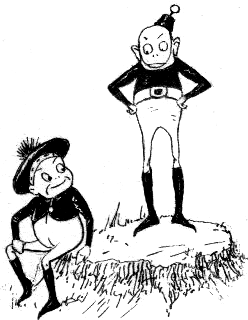
Deux brownies.

- Bacchantes ou Ménades, légendes greco-romaines
- Bäckahäst, folklore scandinave
- Badnjak, mythologie slave
- Bahamut, folklore arabe
- Baízé, mythologies d'Asie de l'Est
- Bake-danuki, folklore japonais
- Bake-kitsune, mythologie japonaise
- Bake-kujira, folklore japonais
- Bakeneko, mythologie japonaise
- Bakezōri, mythologie japonaise
- Baku, folklore japonais
- Balāha, mythologie hindoue
- Balayang (en), mythologie aborigène
- Bannik, mythologie slave
- Banshee, folklore d’Irlande, Écosse
- Barghest, folklore du nord de l’Angleterre
- Basajaun, mythologie basque
- Basan, folklore japonais
- Basilic, mythologie grecque
- Bécut, géant de Gascogne et des Pyrénées centrales
- Bedawang, mythologie balinaise
- Béhémoth, créature biblique
- Berbalang, vampire de Malaisie
- Bergleute, nain-mineur d’Allemagne
- Bénou, mythologie égyptienne
- Berserk, un guerrier-fauve de la mythologie nordique
- Bête de l'Apocalypse, folklore biblique
- Bête du Gévaudan, folklore français
- Bête des Vosges, folklore français
- Biche de Cérynie, mythologie grecque
- Bigfoot, folklore nord-américain
- Bisclavret, loup-garou du folklore breton
- Bitard, folklore poitevin
- Blanche de Beaumont, folklore québécois
- Blemmyes, mythologie romaine
- Bœuf à Marek, folklore acadien
- Boggart, mythologie britannique
- Bojitch, mythologie slave
- Bolla, mythologie albanaise
- Bonhomme Sept Heures, croque-mitaine du folklore québécois
- Bonnacon, taureau Asie-Grèce
- Bonnet-Rouge, vilain assassin du folklore écossais
- Boobrie, canard du folklore des Highlands écossais
- Bouraq, folklore arabe
- Bownessie, folklore anglais
- Brownie, lutin du folklore écossais
- Brun de Cúailnge, taureau de la mythologie celtique irlandaise
- Bucentaure, homme-taureau de la mythologie grecque
- Buffle aquatique, folklore écossais
- Buggane, folklore de l’île de Man
- Bukavac, mythologie serbe
- Bunyip, mythologie aborigène

## C
- Haut – A
- B
- C
- D
- E
- F
- G
- H
- I
- J
- K
- L
- M
- N
- O
- P
- Q
- R
- S
- T
- U
- V
- W
- X
- Y
- Z

- Caladrius, oiseau du Moyen Âge
- Camène, mythologie romaine
- Cancer (mythology) (en), mythologie grecque

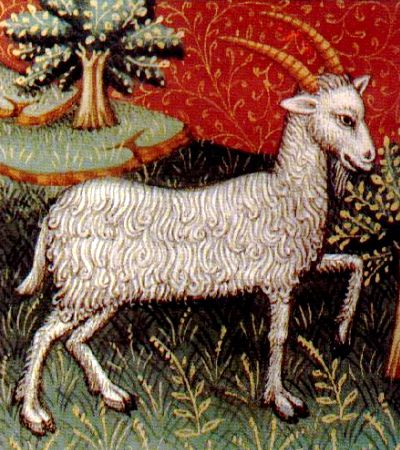
Un capricorne.

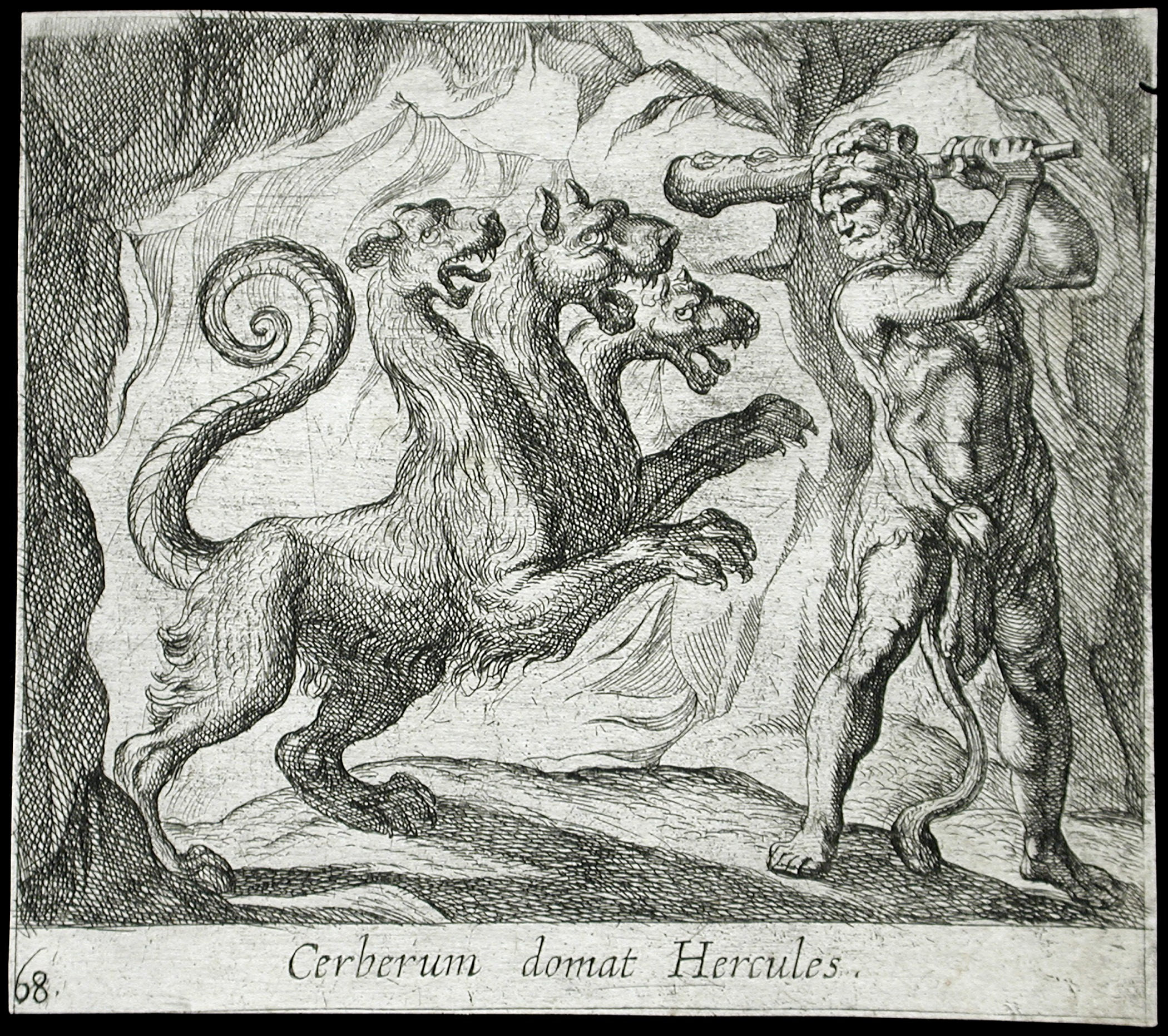
Cerbère, le chien des Enfers.

Un chupacabra.

- Capricorne, bouc à queue de poisson
- Carbuncle (legendary creature) (en), folklore d'amérique du sud
- Carcolh, folklore gascon
- Cat Sidhe, folklore celtique
- Catoblépas, mythe romain
- Cauque-mar, ou cauchemar, divers folklores
- Ceffyl dŵr, folklore gallois
- Centaure, mythologie grecque
- Cerbère, mythologie grecque
- Cète, mythologie grecque
- Chalkydri (en), mythologie juive
- Champ, légende américano-québécoise
- Chamrosh, légende perse
- Changeling, folklore européen
- Charybde, mythologie grecque (voir aussi Scylla)
- Chat d’argent, folklore français
- Chat à la boule au bout de la queue, folklore d’Amérique du Nord
- Chaveyo, mythologie des Hopis
- Cheval ailé, originaire du Proche-Orient ancien et commun à diverses traditions
- Cheval aquatique, folklore européen
- Chèvre d'or, folklore provençal
- Chichiga, mythologie slave
- Chickcharney,  folklore de l'île d'Andros (Bahamas)
- Chien noir, folklore britannique
- Chimère, mythologie grecque
- Chipekwe ou Emela-ntouka, mythologie africaine
- Chipique, folklore africain
- Chrysomallos, mythologie grecque
- Chupacabra, folklore d’Amérique latine
- Cinnamologus (en), mythologie grecque
- Cocatrix, folklore médiéval
- Corbeau à trois pattes, folklores d'Asie de l'Est
- Corbeaux moqueurs, mythologie Cherokee
- Criosphinx, mythologie égyptienne
- Crocotta, mythologie romaine
- Cocatrix, animal légendaire
- Coulobre, mythologie provençal
- Croque-mitaine, divers folklores
- Cuélebre, mythologie celte hispanique
- Cửu vĩ hồ (renard à neuf queues), mythologie vietnamienne
- Cyclope, mythologie grecque
- Cynocéphale, diverses mythologies et folklores

## D
- Haut – A
- B
- C
- D
- E
- F
- G
- H
- I
- J
- K
- L
- M
- N
- O
- P
- Q
- R
- S
- T
- U
- V
- W
- X
- Y
- Z

- Dahu, folklore européen
- Dame blanche, Irlande, Écosse
- Deildegast, folklore nordique
- Démon, folklore biblique
- Dhampire, mythologie européenne

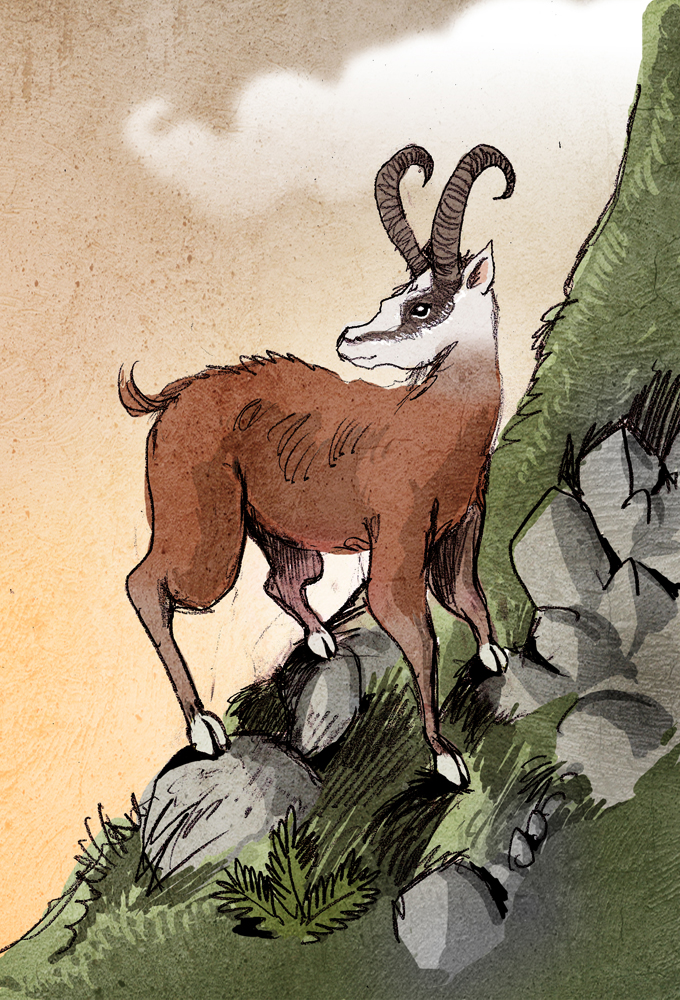
Un dahu.

- Diable de Jersey, folklore new-jersiais
- Diable-oiseau, folklore du Srilanka
- Diti, mythologie hindoue
- Div, mythologie iranienne
- Djinn (Génie), mythologie sémitique
- Domovoï, mythologie slave
- Dorlis, folklore antillais
- Dorotabō, folklore japonais
- Doppelgänger
- Drac, folklore méridional
- Dragon, diverses mythologies et folklores
- Dragon européen
  - Dragon de l'île de Rhodes
- Dragon oriental
  - Dragon azur
- Draugr, mythologie nordique
- Drioma, mythologie slave
- Dryade, mythologie grecque
- Duergar, mythologie nordique
- Dullahan, folklore irlandais
- Dzedka, mythologie biélorusse

## E
- Haut – A
- B
- C
- D
- E
- F
- G
- H
- I
- J
- K
- L
- M
- N
- O
- P
- Q
- R
- S
- T
- U
- V
- W
- X
- Y
- Z

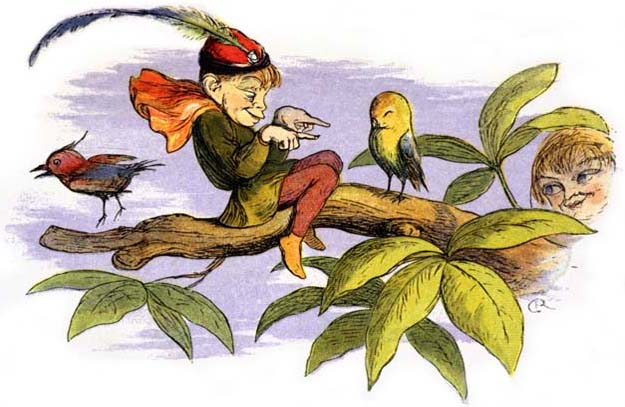
Un elfe dans le folklore anglais.

- Éale, mythologie romaine et bestiaires médiévaux
- Each Uisge, mythologie écossaise
- Ebu Gogo, folklore indonésien
- Échidna, mythologie grecque
- Éfrit, mythologie sémitique
- Égipan, mythologie grecque
- Elfe, mythologie nordique
- Emela-ntouka, mythologie africaine
- Erawan, mythologie indienne
- Érinyes (Furies), mythologie grecque
- Erlkönig, mythologie scandinave
- Esprit hurleur (voir Banshee)
- Enbarr, mythologie celtique irlandaise

## F
- Haut – A
- B
- C
- D
- E
- F
- G
- H
- I
- J
- K
- L
- M
- N
- O
- P
- Q
- R
- S
- T
- U
- V
- W
- X
- Y
- Z

- Fachan, folklore écossais (Géant)

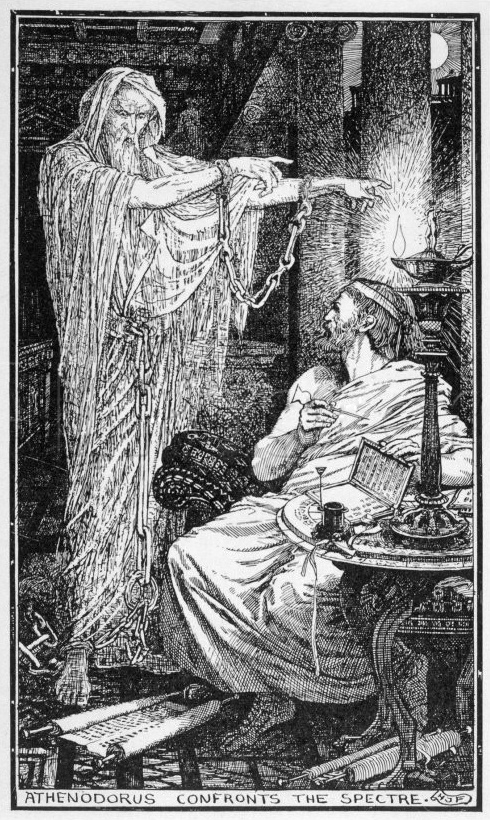
Un fantôme.

- Fáfnir, mythologie nordique (voir aussi Dragon)
- Fantôme, divers folklores
- Farfadet, folklore français
- Fatak, folklore arabe
- Faucheuse
- Faune, mythologie romaine
- Fée, folklore européen
- Femme biche, mythologie des peuples indigènes des Amériques
- Fenghuang, mythologie chinoise
- Fengli, folklore asiatique
- Fenrir, mythologie nordique
- Feu follet, folklore européen
- Fir Darrig, mythologie britannique
- Fomoires, folklore celtique
- Fossegrim, folklore scandinave
- Freki, mythologie nordique
- Fourmi chercheuse d'or, folklore européen médieval
- Femme-cygne, légende culturel
- Fukuro-mujina, folklore japonais

## G
- Haut – A
- B
- C
- D
- E
- F
- G
- H
- I
- J
- K
- L
- M
- N
- O
- P
- Q
- R
- S
- T
- U
- V
- W
- X
- Y
- Z

- Gamaïoun, mythologie slave
- Gandharva, mythologie hindoue
- Ganipote, folklore français
- Garache, folklore français
- Gargouille, mythologie européenne
- Garm, mythologie nordique
- Garuda, mythologie indienne
- Géant, mythologie grecque

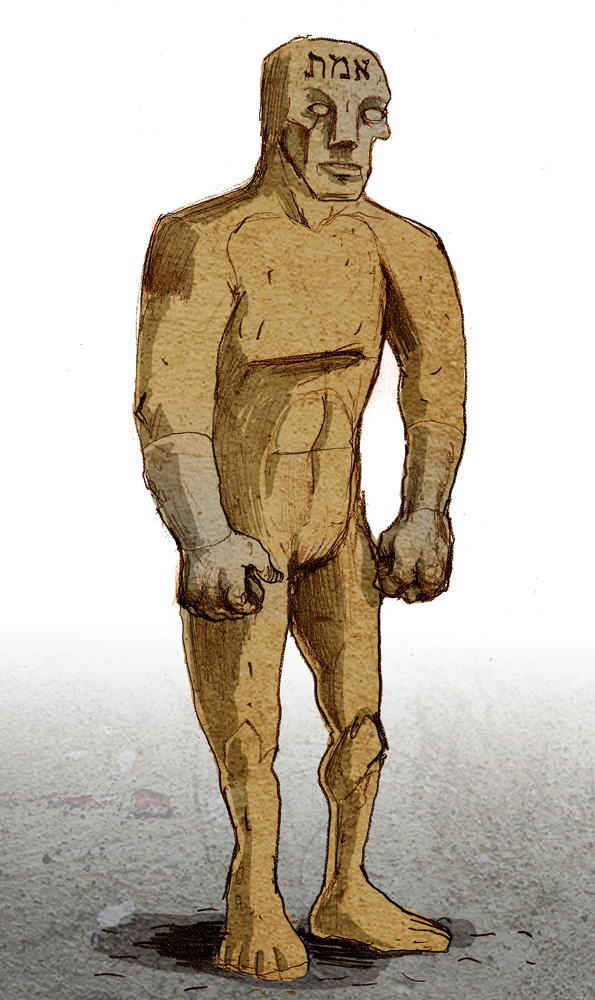
Un golem.

- Géant ou Jötunn, mythologie nordique
- Génie de brousse (Esprit de brousse), divers folklores africains
- Geri, mythologie nordique
- Gnome, folklore européen
- Gobelin, folklore européen
- Golem, mythologie juive
- Gorgone, mythologie grecque
- Grani, mythologie nordique
- Gremlin, folklore anglais
- Grenouille humaine de Loveland, Ohio, États-Unis
- Goule, mythologie mésopotamienne
- Graoully, folklore français
- Grées, mythologie grecque
- Griffon, mythologie grecque
- Gullfaxi, mythologie nordique
- Gagana (en), folklore russe
- Gandaberunda (en), mythologie romaine
- Gamaïoun, folklore slave
- Gullinkambi, mythologie nordique

## H
- Haut – A
- B
- C
- D
- E
- F
- G
- H
- I
- J
- K
- L
- M
- N
- O
- P
- Q
- R
- S
- T
- U
- V
- W
- X
- Y
- Z

Un hippogriffe.

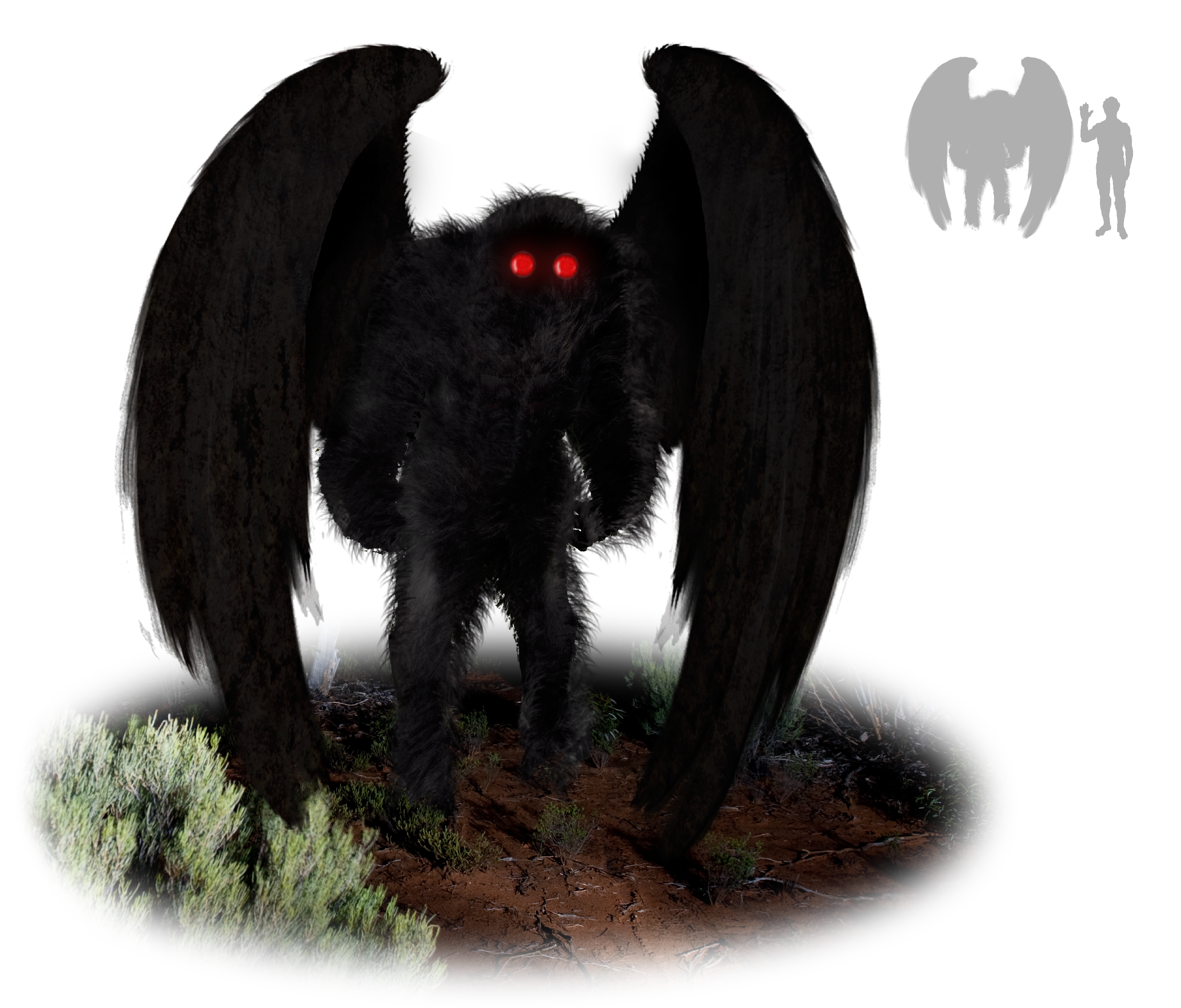
Un homme-papillon.

- Haetae (ou Xièzhì), mythologie coréenne
- Hafgufa, mythologie nordique
- Haggis sauvage, mythologie écossaise
- Hag, folklore britannique
- Hai Ho Shang, mythologie chinoise
- Hakutaku (ou Báizé), légendes japonaises
- Hākuturi, mythologie maori
- Hamadryades, mythologie grecque
- Harpie, mythologie grecque
- Hati, mythologie nordique
- Hécatonchires (Centimanes), mythologie grecque
- Helhest, mythologie scandinave
- Herensuge, mythologie basque
- Hidebehind (en), folklore américain
- Hiéracosphinx, mythologie égyptienne
- Hi-hi, folklore japonais
- Hinezumi, folklore japonais
- Hippalectryon, mythologie grecque
- Hippocampe, mythologie grecque
- Hippogriffe, création littéraire
- Homa, mythologie iranienne
- Homme-bête, ou Thérianthrope, diverses mythologies et folklores
- Homme-papillon, folklore américain
- Homme scorpion (en), légende babylonien
- Hōkō, mythologie japonaise
- Hræsvelg, mythologie nordique
- Hrimthurs, mythologie nordique
- Hrímfaxi, mythologie nordique
- Hrosshveli, folklore islandais
- Hugin, mythologie nordique
- Huldre, mythologie norvégienne
- Huldufólk, mythologie scandinave
- Huoshu (ou Hinezumi) mythologie chinoise
- Hydre de Lerne, mythologie grecque
- Hakawai (mythology) (en), légende maorie
- Hudhud (mythology) (en), légende orientale
- Hugin et Munin, mythologie nordique
- Homa (mythologie), mythologique iranienne

## I
- Haut – A
- B
- C
- D
- E
- F
- G
- H
- I
- J
- K
- L
- M
- N
- O
- P
- Q
- R
- S
- T
- U
- V
- W
- X
- Y
- Z

- Iblis, folklore arabe

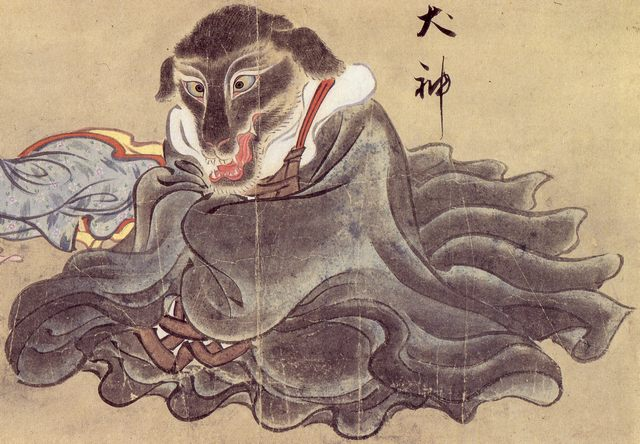
Un inugami.

- Ichtyocentaure, mythologie grecque
- Ijiraq, mythologie inuit
- Incube, démon européen
- Indrik, folklore russe
- Inugami, mythologie japonaise
- Isabit, mythologie pyrénéenne
- Isonade, mythologie japonaise
- Inmyeonjo (en), légende de Corée
- Itsumade (en), mythologie japonaise

## J
- Haut – A
- B
- C
- D
- E
- F
- G
- H
- I
- J
- K
- L
- M
- N
- O
- P
- Q
- R
- S
- T
- U
- V
- W
- X
- Y
- Z

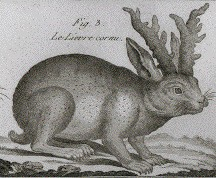
Un jackalope (lièvre à cornes).

- Jack Talons-à-Ressort, folklore anglais
- Jackalope, folklore américain
- Jatayu, mythologie hindoue
- Jenny Greenteeth, folklore anglais
- Jiangshi, mythologie chinoise
- Jij, mythologie slave
- Jiǔwěihú (renard à neuf queues), mythologie chinoise
- Joint snake, folklore américain
- Jumart, folklore français
- Jörmungand, mythologie nordique
- Jötunn, mythologie nordique
- Juments de Diomède, mythologie grecque
- Jinmenken, légende urbaine japonaise
- Jorōgumo, folklore japonaise
- Jingwei, folklore japonaise

## K
- Haut – A
- B
- C
- D
- E
- F
- G
- H
- I
- J
- K
- L
- M
- N
- O
- P
- Q
- R
- S
- T
- U
- V
- W
- X
- Y
- Z

- Kachina, mythologie amérindienne
- Kaitchi, mythologie japonaise
- Kalaviṅka (en), folklore du Japon
- Kami, esprits japonais
- Kappa, mythologie japonaise

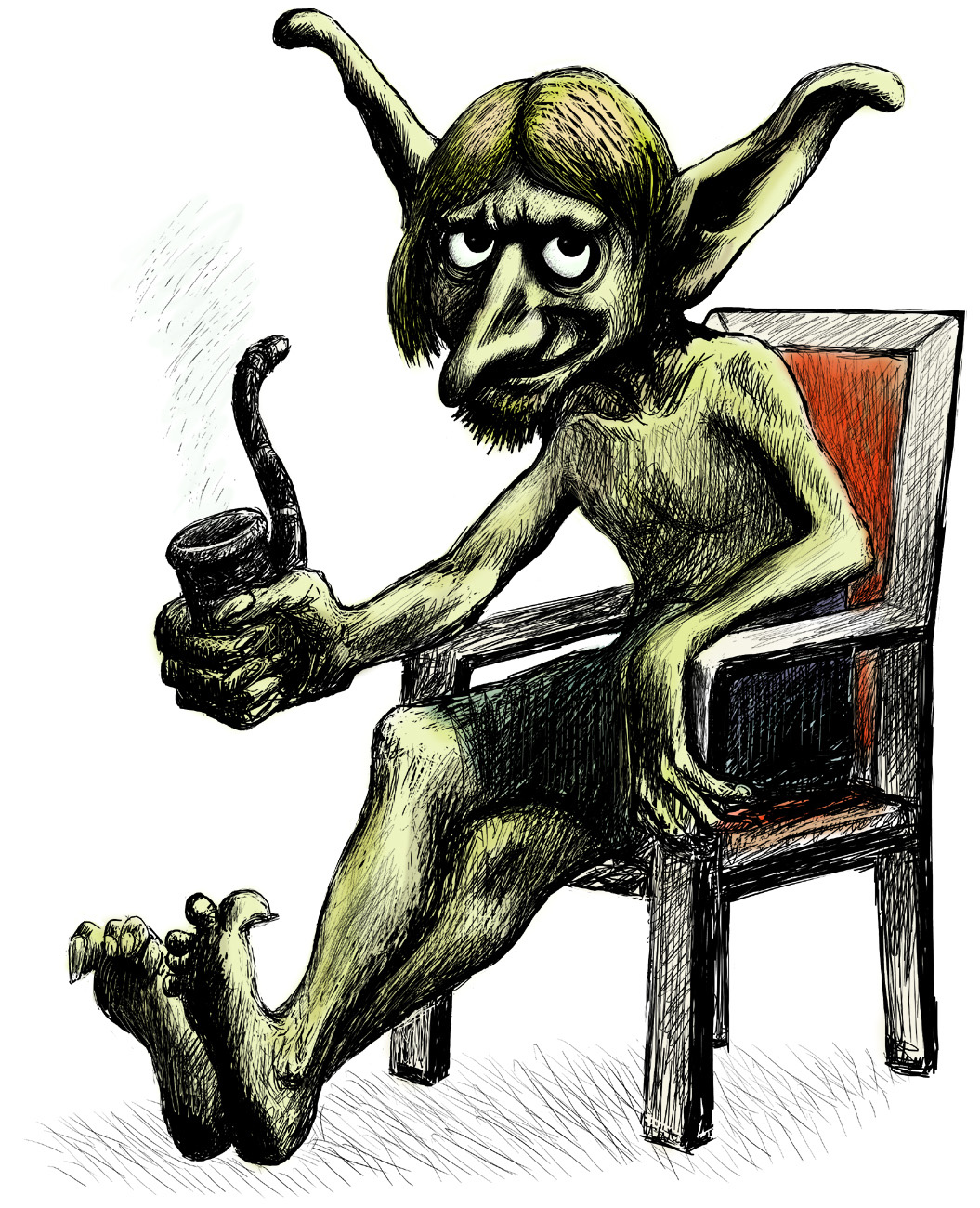
Un kobold.

- Karakasa (ou Kasa-obake), folklore japonais
- Karnabo, folklore des Ardennes
- Karura (créature), folklore du Japon
- Kasa-obake, folklore japonais
- Kelpie, mythologies écossaise et irlandaise
- Kijo, folklore japonais
- Kikimora, mythologie slave
- Kinnara, mythologie hindoue
- Kitsune, voir Bake-kitsune
- Klabautermann, mythologie germanique
- Knocker, mythologie germanique
- Kobold, folklore germanique
- Kochtcheï, mythologie slave
- Konrul, mythologie turque
- Korrigan (Poulpiquet), folklore breton
- Kot Baïoun, mythologie russe
- Kraken, mythologie nordique
- Krampus, folklore européen
- Kuafu (en), mythologie chinoise
- Kumiho, mythologie coréenne
- Kyūbi no kitsune, mythologie japonaise

## L
- Haut – A
- B
- C
- D
- E
- F
- G
- H
- I
- J
- K
- L
- M
- N
- O
- P
- Q
- R
- S
- T
- U
- V
- W
- X
- Y
- Z

- Ladon, mythologie grecque
- Lagahoo, folklore caraïbéen
- Lamasu, mythologie mésopotamienne
- Lamie, mythologie grecque

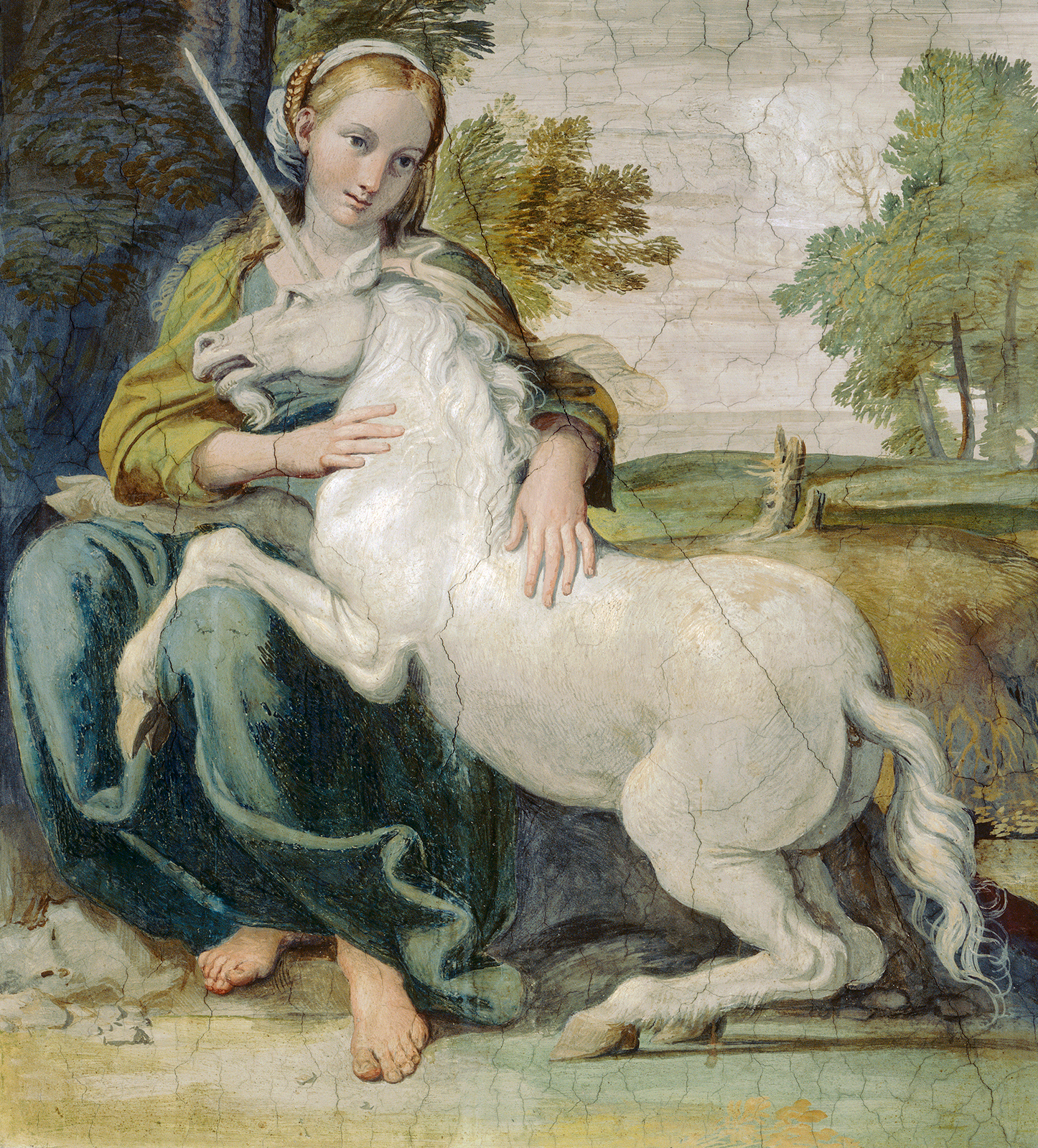
Une licorne.

Drapeau de la Chine sous la dynastie Qing figurant un dragon oriental (Long).

- Lamina, folklore basque et pyrénéen
- Lapin de Pâques, folklore européen
- Lazavik, mythologie biélorusse
- Léchi, mythologie slave
- Lémure, mythologie romaine
- Leprechaun, folklore irlandais
- Leucosie, mythologie romaine
- Léviathan, mythologie sémitique
- Licorne, diverses mythologies et folklores
- Ligie ou Ligée, mythologie romaine
- Likho, mythologie slave
- Lilith, mythologie juive
- Lindworm, folklore de Suède et d’Europe centrale
- Lion de Némée, mythologie grecque
- Long (type de dragon chinois)
- Lorelei, mythologie germanique
- Loup-Garou, (Lycanthrope), folklore européen
- Lucrote, mythologie indienne
- Lusca, folklore caraïbéen
- Lutin, folklore français
- Lycanthrope (loup-garou), folklore européen
- Leucosie, mythologie gréco-romaine
- Luan, mythologie chinoise

## M
- Haut – A
- B
- C
- D
- E
- F
- G
- H
- I
- J
- K
- L
- M
- N
- O
- P
- Q
- R
- S
- T
- U
- V
- W
- X
- Y
- Z

- Macachera, mythologie indienne
- Mâchecroute, folklore européen

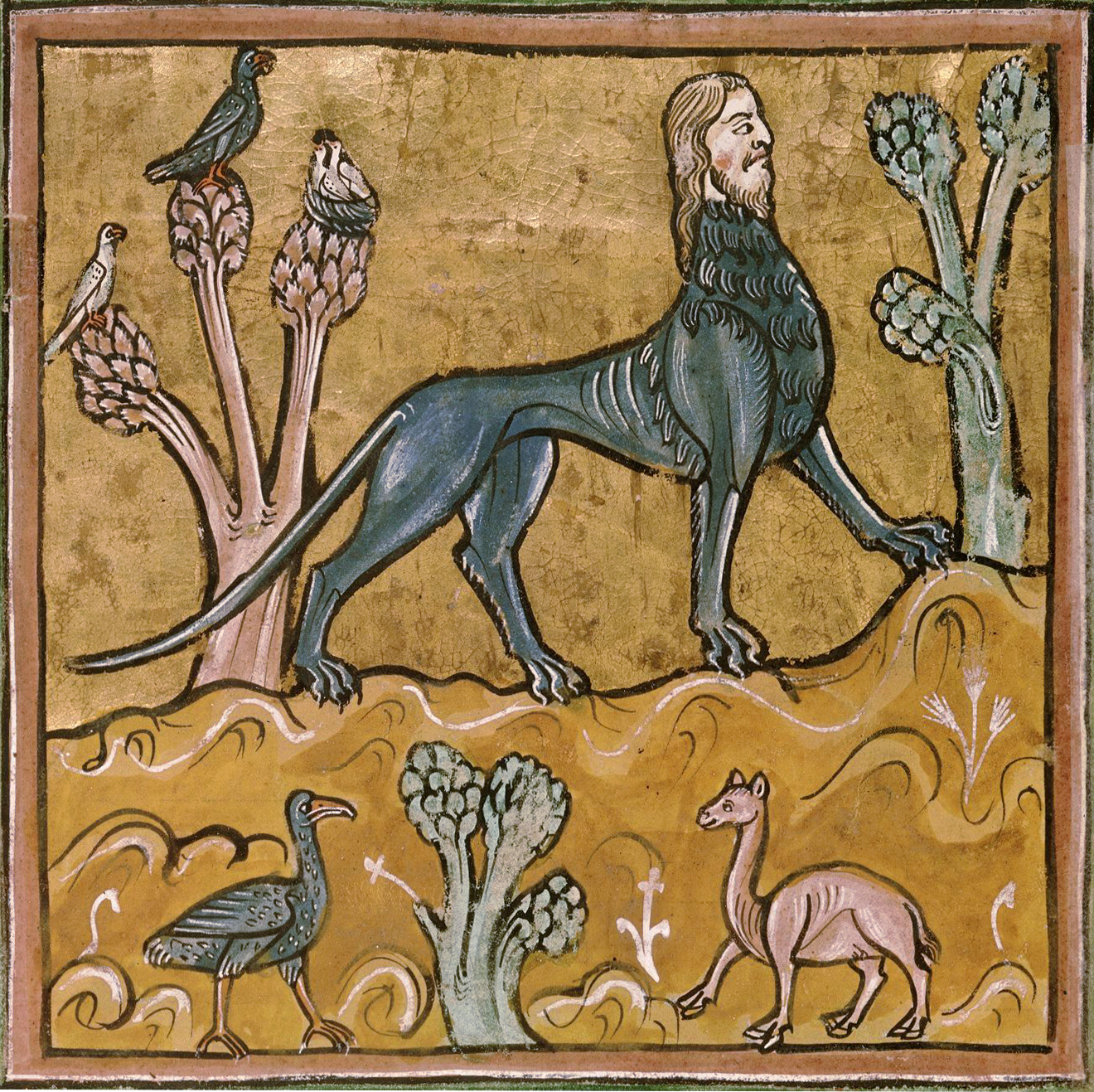
Une manticore.

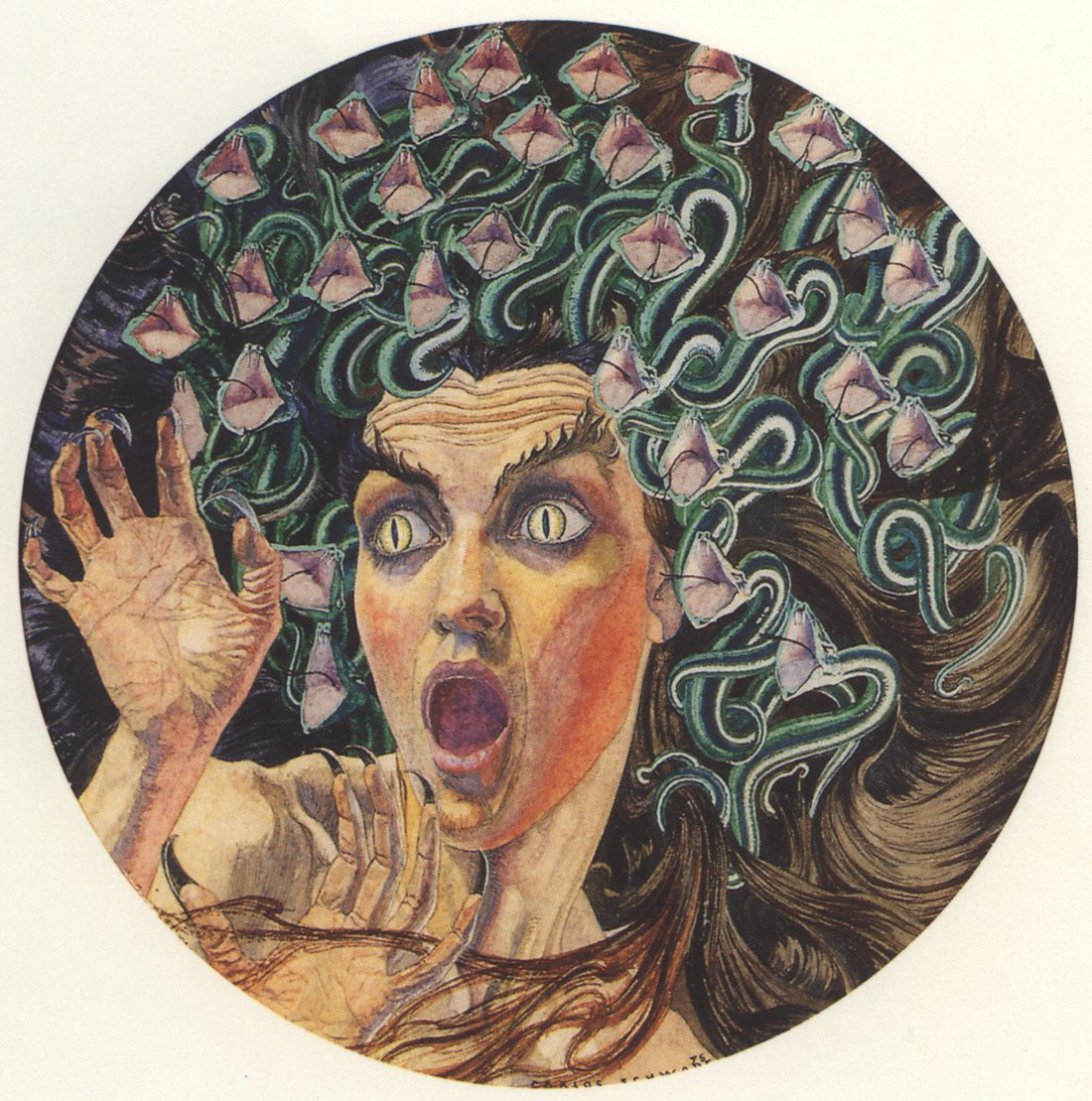
Méduse, une Gorgone.

- Madera (Dame Madela), folklore birman
- Mairu, mythologie basque
- Makara, mythologie indienne
- Makhai, mythologie grecque
- Mamedanuki, folklore japonais
- Mami, folklore japonais
- Mang, variété de dragon chinois
- Manticore, mythologie perse
- Mara, mythologie scandinave
- Margot, folklores breton et gallois
- Marid, folklore arabe
- Marie Morgane, folklore breton
- Marte (Marse), folklore français
- Masgugue (le), folklore irlandais
- Matergabia, mythologie slave
- Maymaygwashi, folklore amérindien
- Mbielu-mbielu-mbielu, folkore congolais
- Méduse, mythologie grecque (voir aussi Gorgone)
- Meiga, folklore espagnol
- Meis, folklore chinois
- Meister Hämmerlinge, folklore allemand
- Méliade, mythologie grecque (voir aussi Nymphe)
- Mélusine, folklore français
- Memphré, folklore québécois
- Ménades ou Bacchantes, mythologie greco-romaine
- Mermecolion, divers bestiaires et folklores
- Merrow, folklore écossais et irlandais (voir aussi Nixe)
- Mimi, mythologie aborigène
- Minogame, folklore asiatique
- Minokawa (en), mythologie philippine
- Minotaure, mythologie grecque
- Mngwa, folklore tanzanien
- Mogwai, folklore chinois
- Moin, mythologie celtique
- Mokèlé-mbèmbé, folklore congolais
- Mokumokuren, mythologie japonaise
- Monaciello, folklore italien
- Mourioche, folklore français
- Monstre du Loch Ness (Nessie), folklore écossais
- Moroï, folklore roumain
- Morvarc'h, légende bretonne
- Mpéwo folklore bambara (Mali)
- Mujina, folklore japonais
- Mum Poher, folklore de l’île de Wight
- Munin, mythologie nordique
- Myrmekes, mythologie grecque
- Myrmex, mythologie grecque
- Myrmidons, mythologie grecque

## N
- Haut – A
- B
- C
- D
- E
- F
- G
- H
- I
- J
- K
- L
- M
- N
- O
- P
- Q
- R
- S
- T
- U
- V
- W
- X
- Y
- Z

- Nachtkrapp (en), folklore allemand
- Nāga, mythologie indienne
- Nahash, folklore biblique

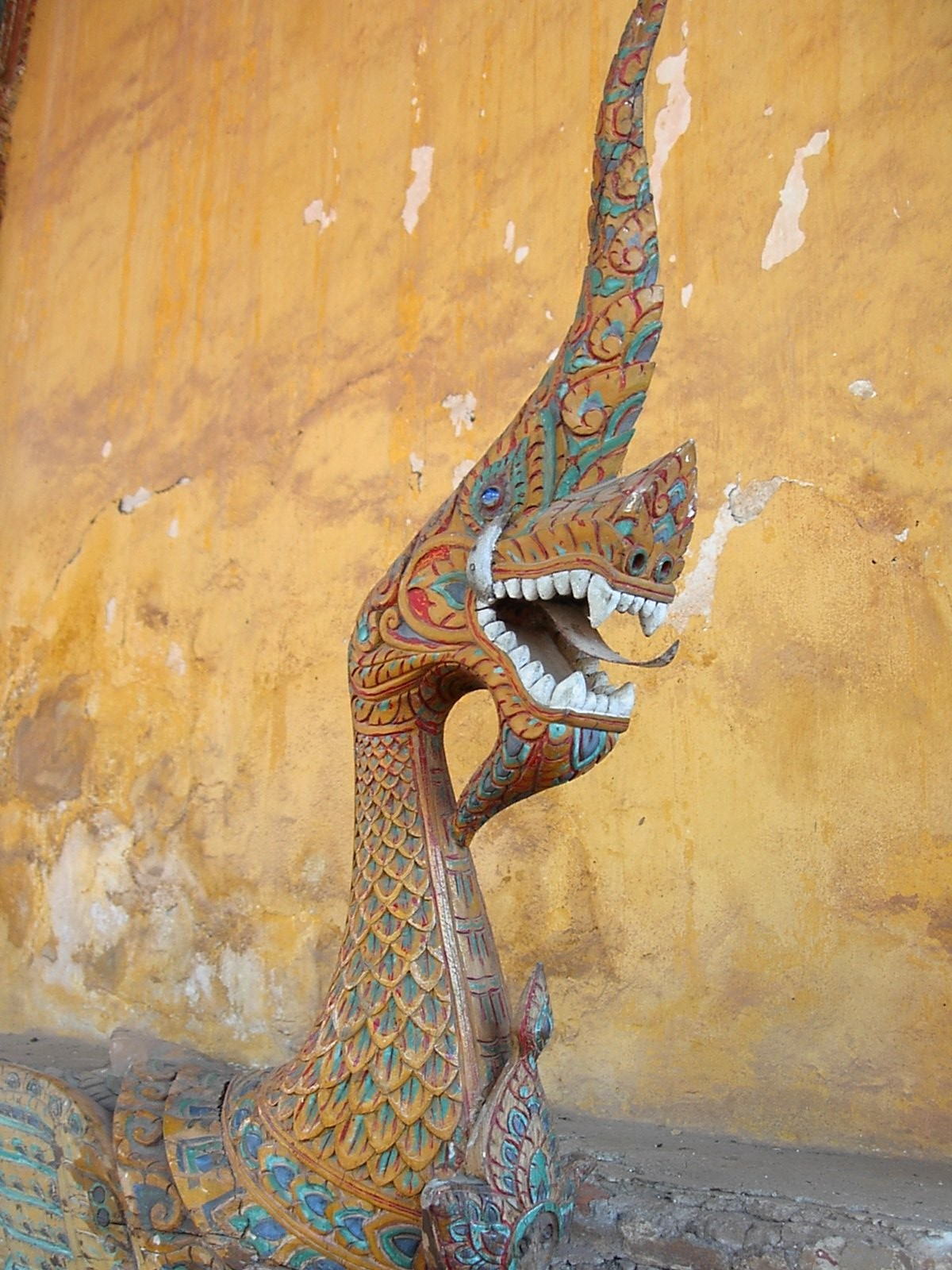
Statue représentant un nâga.

- Nahual, mythologies mésoaméricaines
- Naïade, mythologie grecque
- Nain, mythologie nordique
- Nanabozo, folklore amérindien
- Nandi, mythologie indienne
- Nanuq ou Nanuuq, mythologie inuit
- Nekomata, folklore japonais
- Nephilim, folklore biblique
- Nian, mythologie chinoise
- Nídhögg, mythologie nordique
- Ningyo, mythologie japonaise
- Nisse (Tomte), folklore scandinave
- Nixe, mythologie germanique
- Nobusuma, folklore japonais
- Nok thet, mythologie hindoue
- Noteppo, folklore japonais
- Nozuchi, mythologie japonaise
- Noucha, folklore tunisien
- Nuckelavee, folklore écossais
- Nue, mythologie japonaise
- Nuton, folklore belge
- Nymphe, mythologie gréco-romaine
- Nyctimène, mythologie grecque
- Nymphe, mythologie grecque

## O
- Haut – A
- B
- C
- D
- E
- F
- G
- H
- I
- J
- K
- L
- M
- N
- O
- P
- Q
- R
- S
- T
- U
- V
- W
- X
- Y
- Z

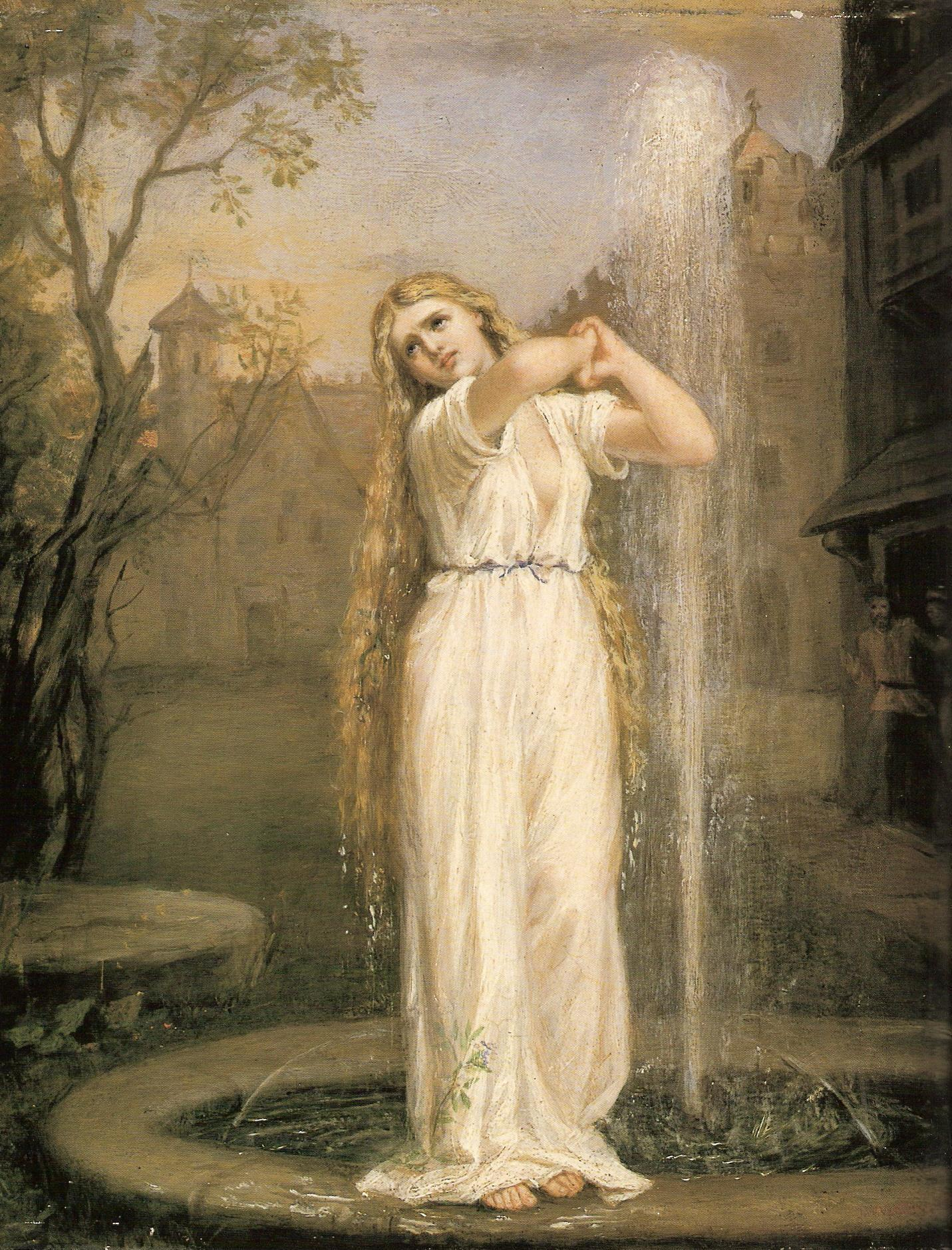
Une ondine.

- Obake (Bakemono), mythologie japonaise
- Ogre, folklore européen
- Ogopogo, folklore canadien
- Oiseau-foudre, mythologie d'Afrique australe (zoulou et xhosa)
- Oiseau-tonnerre, mythologie amérindienne
- Oiseau à neuf têtes, mythologie de chine
- Oiseau de feu, mythologie slave
- Oiseau de pluie (en), mythologie amérindienne
- Oiseaux du lac Stymphale, mythologie grecque
- Oiseau Minka, mythologie aborigène d'Australie
- Oiseau vermillon, mythologie chinoise
- Oknytt, mythologie scandinave
- Olgoï-Khorkhoï ou Ver intestin, mythologie mongole
- Ondine, mythologie germanique
- Oni, mythologie japonaise
- Onikuma, folklore japonais
- Onocentaure, folklore européen
- Ōnamazu, mythologie japonaise
- Orang Minyak, folklore malaisien
- Orang pendek, folklore indonésien
- Orochi, mythologie japonaise
- Orthos, mythologie grecque
- Otoroshi (en), folklore japonais
- Oum Louled, folklore tunisien
- Oupyr, mythologie slave
- Ours Nandi, mythologie africaine
- Ocypète, mythologie grecque
- Oozlum bird (en), folklore anglophone
- Owlman (en), folklore anglophone

## P
- Haut – A
- B
- C
- D
- E
- F
- G
- H
- I
- J
- K
- L
- M
- N
- O
- P
- Q
- R
- S
- T
- U
- V
- W
- X
- Y
- Z

- Pamola (en), Mythologie abénaquise
- Panotii,

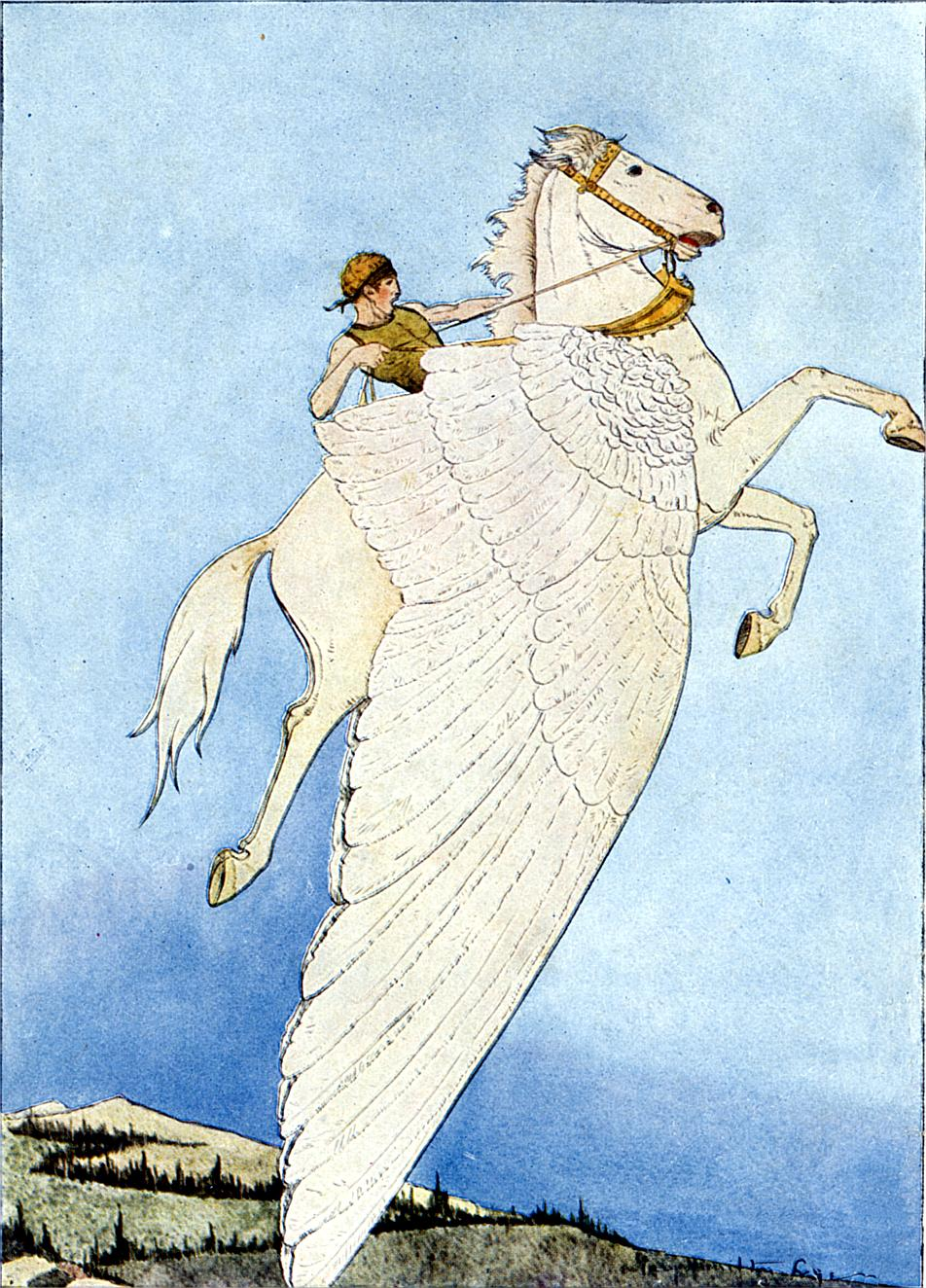
Pégase, le cheval ailé.

- Panthère d'eau, mythologie amérindienne
- Pari, mythologie perse
- Parthénope, mythologie grecque
- Patupaiarehe, mythologie maorie
- Pégase, mythologie grecque
- Peg Powler, folklore anglais
- Peng, mythologie chinoise
- Péryton, invention de Jorge Luis Borgès
- Petite souris, mythe populaire occidental
- Peuchen, mythologie mapuche ; Chili
- Phénix ou Phœnix, mythologie grecque
- Piasa (en), mythologie amérindienne
- Picolaton ou pique-au-mollet, quiperlibresson, cacalambri, mythologie française
- Pillywiggin, folklore anglais
- Pincoya, mythologie chilote ; Chili
- Pishtaco, folklore andin
- Pixie, folklore britannique
- Podarge, mythologie grecque
- Poliévik, mythologie slave
- Polkan, folklore russe, équivalent du centaure
- Popobawa, folklore tanzanien
- Poisson-évêque, folklore européen
- Ponik, folklore québécois
- Porchin (Taxus suillus), manuels de vènerie français et européens
- Poukai (en), légende maorie
- Puck (Pooka), folklore britannique

## Q
- Haut – A
- B
- C
- D
- E
- F
- G
- H
- I
- J
- K
- L
- M
- N
- O
- P
- Q
- R
- S
- T
- U
- V
- W
- X
- Y
- Z

- Qilin (Kirin), mythologie chinoise
- Quinotaure, mythologie franque
- Qingniao (en), mythologie chinoise

## R
- Haut – A
- B
- C
- D
- E
- F
- G
- H
- I
- J
- K
- L
- M
- N
- O
- P
- Q
- R
- S
- T
- U
- V
- W
- X
- Y
- Z

- Rå, mythologie scandinave
- Rakshasa, mythologie hindoue
- Raijū, mythologie japonaise
- Ratatosk, mythologie scandinave
- Raróg (en), mythologie slave
- Rhinograde, folklore scientifique

Sculpture figurant un Rakshasa.

- Rokh, Roc ou Rukh, mythologie perse
- Rokurokubi, mythologie japonaise
- Rougarou, folklore québécois
- Roussalka, mythologie slave
- Renard à neuf queues, folklores d'Asie de l'Est

## S
- Haut – A
- B
- C
- D
- E
- F
- G
- H
- I
- J
- K
- L
- M
- N
- O
- P
- Q
- R
- S
- T
- U
- V
- W
- X
- Y
- Z

- Salamandre, folklore européen
- Samjok-o, mythologie coréenne

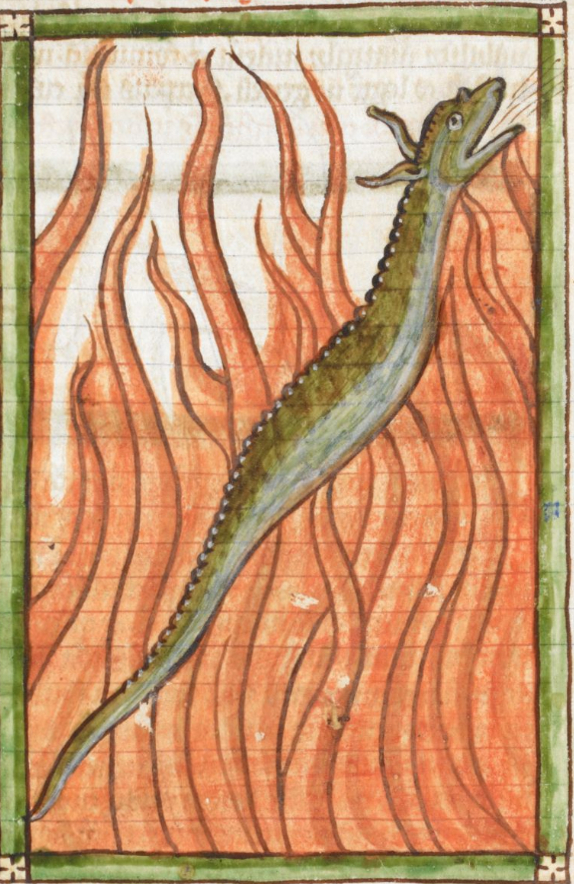
Une salamandre.

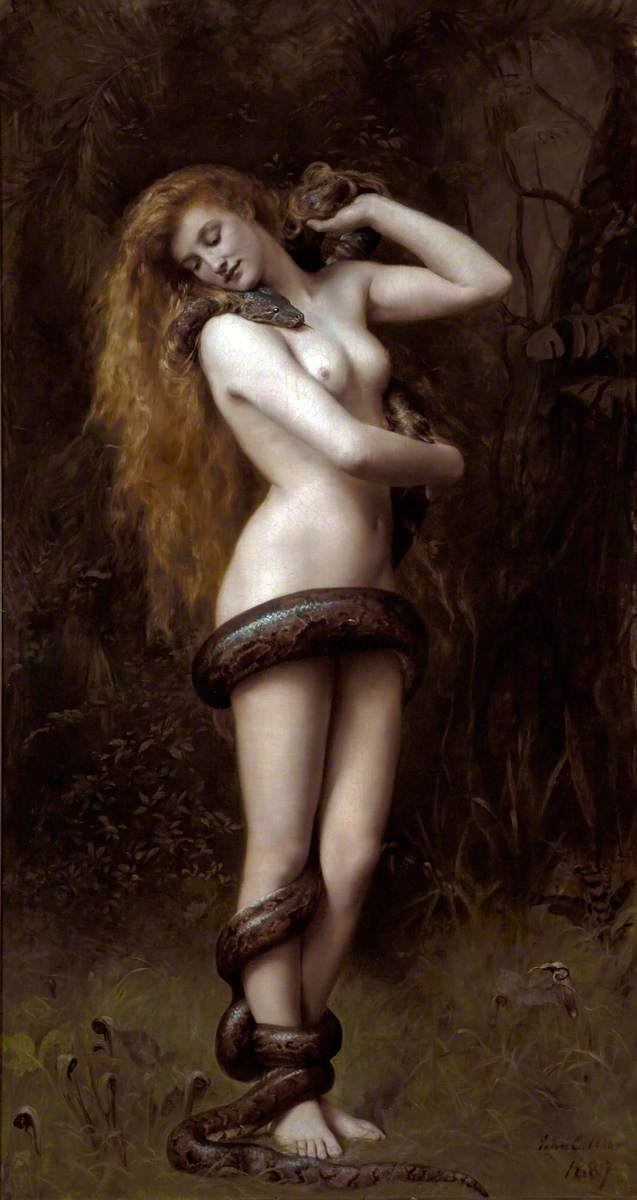
Un succube.

- Sanglier de Calydon, mythologie grecque
- Sanglier d’Érymanthe, mythologie grecque
- Santo Gato, folklore occitan
- Sanzuwu, mythologie chinoise
- Sarimanok (en), mythologie philippine
- Sasquatch, mythologie amérindienne
- Satyre, mythologie grecque
- Saumon de la sagesse, mythologie celtique irlandaise
- Sciapode, mythologie grecque
- Scylla, mythologie grecque
- Seiryū (voir Dragon azur)
- Selemeg, le « mangeur de feu », folklore sibérien
- Selkie, folklore écossais
- Séraphin, folklore biblique
- Serpent à plumes, mythologies méso-américaines
- Serpent arc-en-ciel, mythologie aborigène
- Serpent de mer, diverses mythologies et folklores
- Serpent-vision, mythologie maya
- Shâdhavâr, mythologie perse
- Shahbaz, mythologie perse
- Shangyang (en), mythologie de chine
- Shinyō, mythologie japonaise
- Shōjō, mythologie japonaise
- Silène, mythologie grecque
- Simargl, mythologie slave
- Simiot, mythologie catalane
- Simorgh, ou Simurgh mythologie perse
- Sirène, folklore du nord de l'Europe
- Sirène, mythologie grecque
- Sirin, mythologie slave
- Skínfaxi, mythologie nordique
- Skin-walker, mythologie navajo
- Skogsrået, mythologie scandinave
- Skvader, folklore scandinave
- Sleipnir, mythologie nordique
- Sorgin, mythologie basque
- Sottai ou sotret, sotré, folklore belge et français
- Sphinx (mythologie égyptienne), mythologie égyptienne
- Sphinx (mythologie grecque), mythologie grecque
- Spriggan, folklore de Cornouailles
- Sprite, folklore britannique
- Storsjöodjuret, folklore scandinave
- Strigoi, mythologie roumaine
- Stryge, mythologie romaine
- Succube, mythologie européenne
- Sukhurmashu, mythologie mésopotamienne
- Svadilfari, mythologie nordique
- Sylphe, mythologies gauloise, celte et germanique

## T
- Haut – A
- B
- C
- D
- E
- F
- G
- H
- I
- J
- K
- L
- M
- N
- O
- P
- Q
- R
- S
- T
- U
- V
- W
- X
- Y
- Z

- Tac, folklore gascon
- Tangie (en), folklore écossais

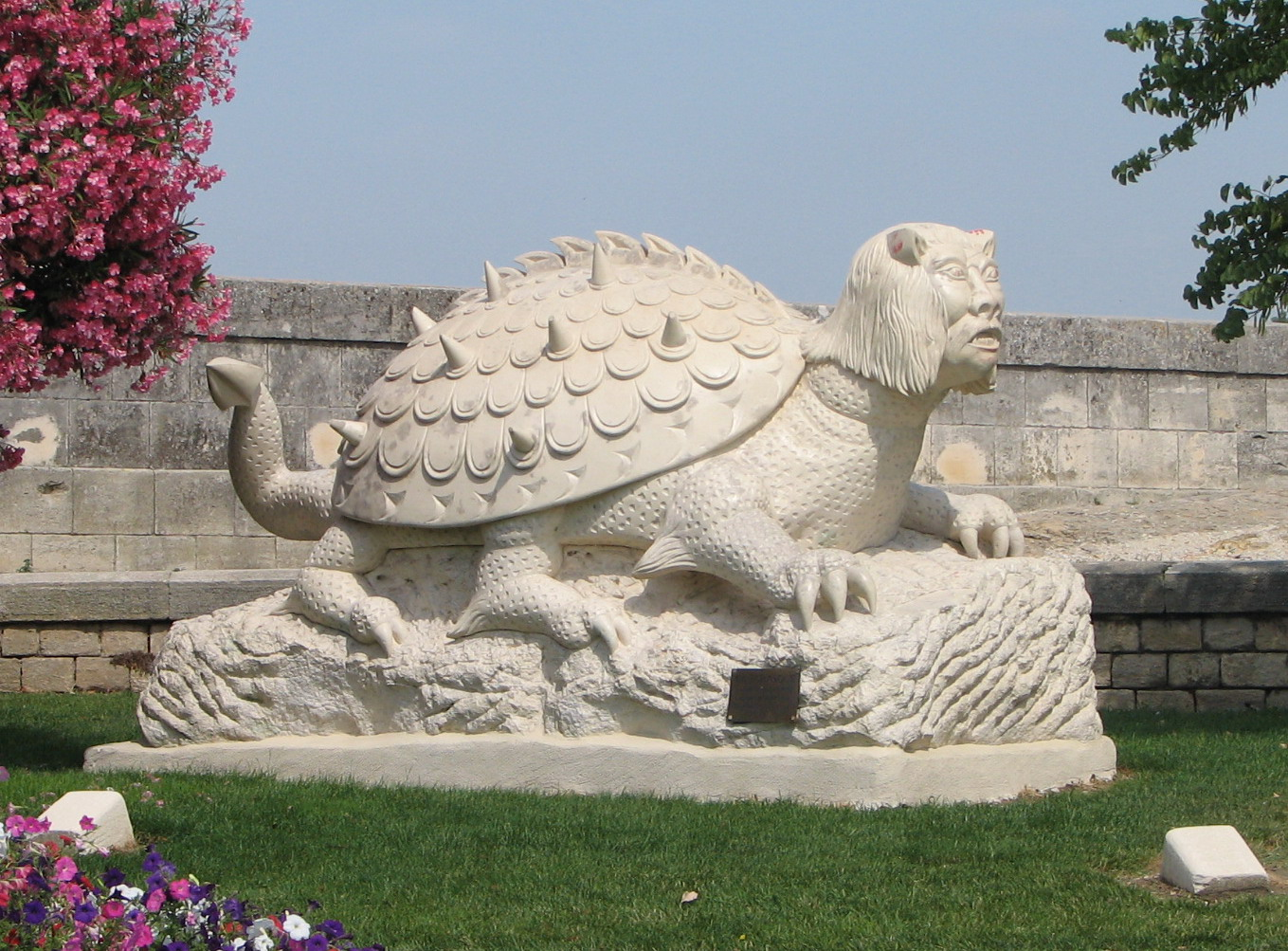
Statue représentant une tarasque.

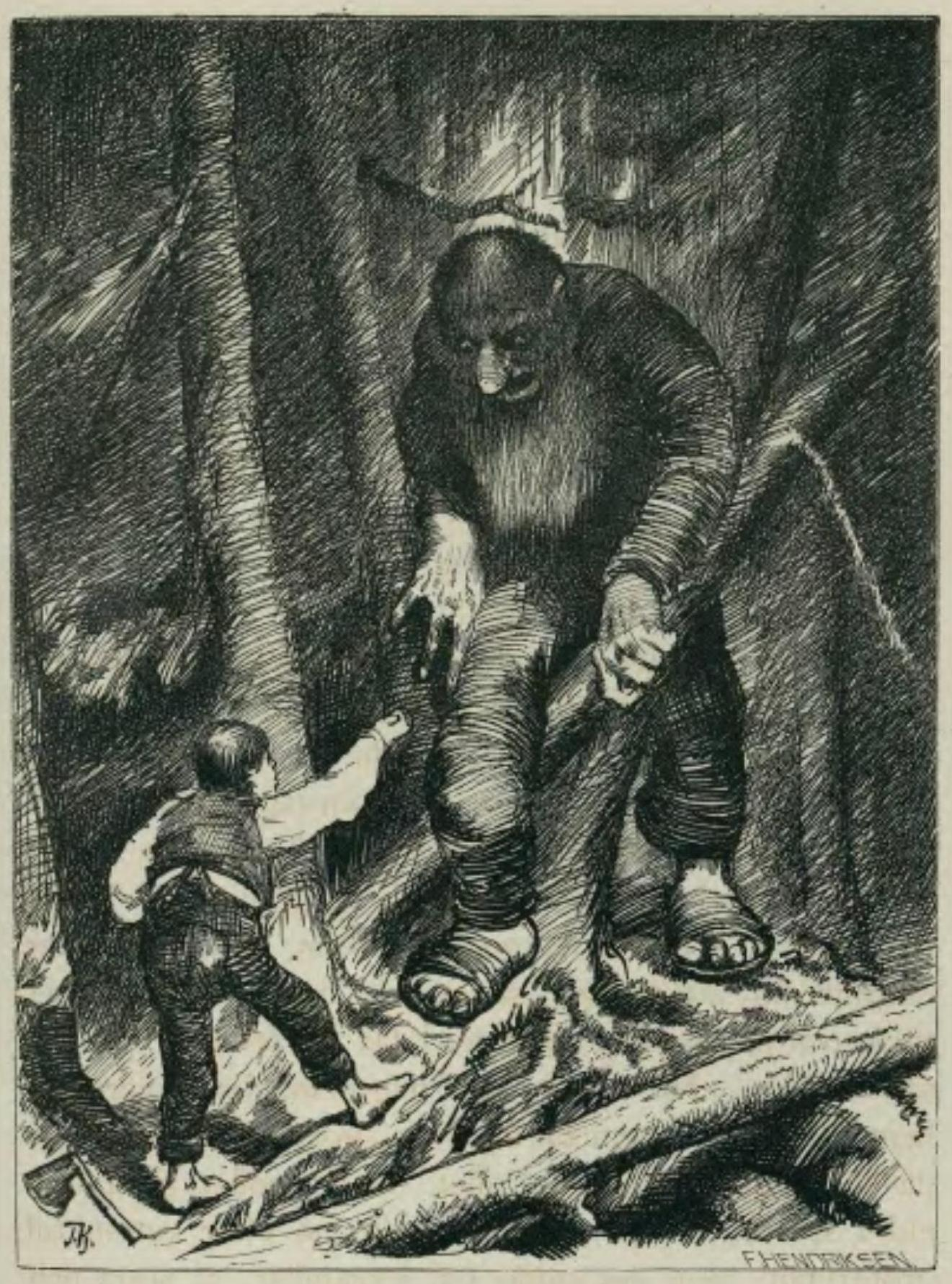
Un troll.

- Tarasque (Bête Faramine), dragon du folklore français
- Tarbh Uisge, folklore écossais
- Teryel, mythologie berbère et kabyle
- Tatari Gami, mythologie japonaise
- Tchian du Bouôlay, folklore anglais
- Tengu, folklore japonais
- Tigre blanc de l'ouest, mythologie chinoise
- Tortue noire (Guerrier noir), mythologie chinoise
- Trauco, mythologie chilote ; Chili
- Triton, homme-poisson de la mythologie grecque
- Truffandec, panthéon pyrénéen
- Troll, mythologie nordique
- Tsuchigumo, mythologie japonaise
- Tsukumogami, mythologie japonaise
- Turul, mythologie hongroise
- Typhon, mythologie grecque
- Tatzelwurm ou Stollenwurm (« ver à pattes »), mythologie germanique

## U
- Haut – A
- B
- C
- D
- E
- F
- G
- H
- I
- J
- K
- L
- M
- N
- O
- P
- Q
- R
- S
- T
- U
- V
- W
- X
- Y
- Z

- Uchchaihshravas, mythologie hindoue
- Umi-Bozu, mythologie japonaise

## V
- Haut – A
- B
- C
- D
- E
- F
- G
- H
- I
- J
- K
- L
- M
- N
- O
- P
- Q
- R
- S
- T
- U
- V
- W
- X
- Y
- Z

- Valkyrie, mythologie nordique
- Valraven, mythologie scandinave
- Vættir (voir Gnome)

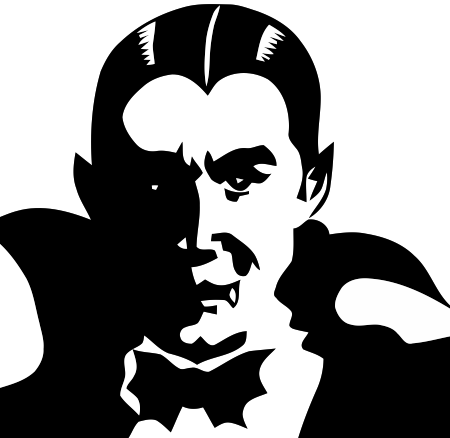
Un vampire.

- Vampire, diverses mythologies européennes
- Vāsuki, mythologie hindoue
- Vedmak, mythologie slave
- Ver de Lambton, serpent du folklore anglais
- Verlioka, mythologie slave orientale
- Vetâla, mythologie indienne
- Vidofnir, mythologie nordique
- Vila, mythologie slave
- Vodianoï, mythologie slave
- Voirloup, lycanthrope du folklore français
- Vouivre (et ses variantes Guivre, Wivre et Wyverne), serpent ou dragon du folklore européen
- Vritra, mythologie hindoue
- Vucub Caquix, mythologie aztèque

## W
- Haut – A
- B
- C
- D
- E
- F
- G
- H
- I
- J
- K
- L
- M
- N
- O
- P
- Q
- R
- S
- T
- U
- V
- W
- X
- Y
- Z

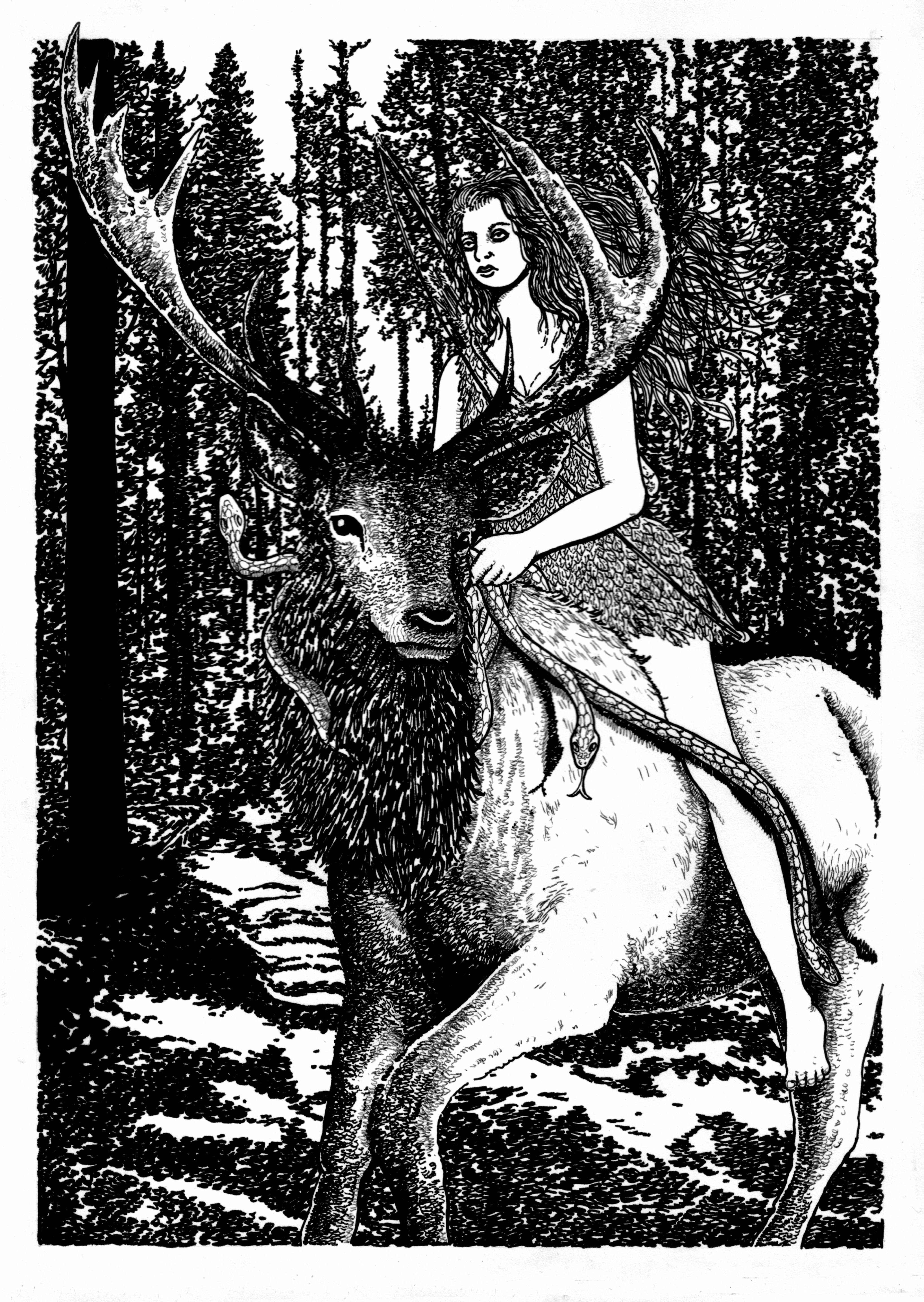
Une Vila (Wili).

- Wagyl ou Waagal, mythologie aborigène (voir aussi Serpent arc-en-ciel)
- Warak ngendog, mythologie javanaise
- Wendigo, mythologie amérindienne
- Wili, mythologie slave
- Wolpertinger, folklore bavarois
- Worg, folklore scandinave
- Wraith, folklore britannique
- Wyrm, folklore européen

## X
- Haut – A
- B
- C
- D
- E
- F
- G
- H
- I
- J
- K
- L
- M
- N
- O
- P
- Q
- R
- S
- T
- U
- V
- W
- X
- Y
- Z

- Xelhua, mythologie aztèque
- Xiangliu, mythologie chinoise
- Xièzhì, mythologie chinoise
- Xiao (en), mythologie chinoise
- Xicalancatl, mythologie aztèque

## Y
- Haut – A
- B
- C
- D
- E
- F
- G
- H
- I
- J
- K
- L
- M
- N
- O
- P
- Q
- R
- S
- T
- U
- V
- W
- X
- Y
- Z

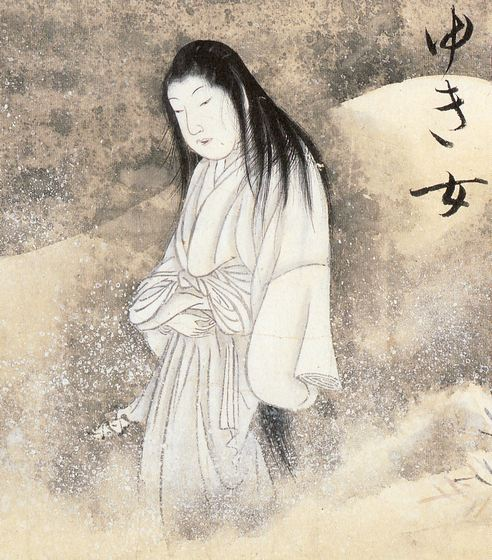
Yuki-onna.

- Yamata-no-orochi, mythologie japonaise
- Yama-Uba, mythologie japonaise
- Yatagarasu, légendes japonaises
- Yéti ou Abominable homme des neiges, mythologie népalaise
- Yōkai, mythologie japonaise
- Yōsei, mythologie japonaise
- Yuki-onna, mythologie japonaise
- Yurlungur, mythologie aborigène
- Yatagarasu, mythologie japonaise

## Z
- Haut – A
- B
- C
- D
- E
- F
- G
- H
- I
- J
- K
- L
- M
- N
- O
- P
- Q
- R
- S
- T
- U
- V
- W
- X
- Y
- Z

- Zhu Bajie, mythologie chinoise
- Zin Kibaru, mythologie songhaï
- Zirnitra, mythologie slave
- Zitiron ou zytiron, être hybride, mi-poisson, mi-chevalier en armes (Moyen Âge occidental)
- Ziz, mythologie juive
- Zlydzens, mythologie biélorusse
- Zmeï, mythologie slave
- Zombie, mort-vivant du folklore haïtien
- Zhenniao (en), mythologie chinoise